# 卡羅山脈
85°34′S 154°10′W / 85.567°S 154.167°W

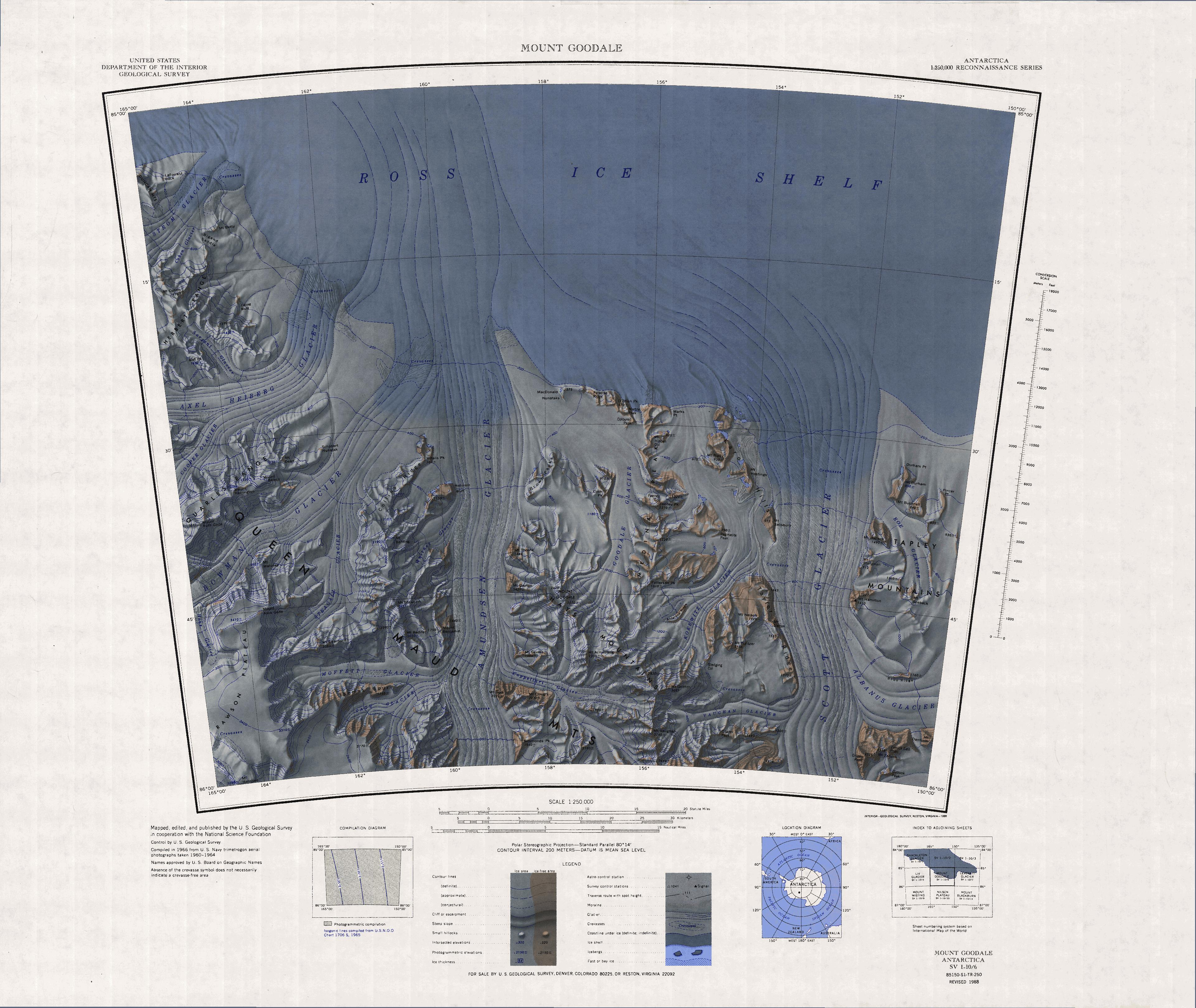
Topographic Reconnaissance map sheet 1:250,000 of southernmost portion of Ross Ice Shelf, Antarctica

卡羅山脈（英語：Karo Hills）是南極洲的山脈，位於紐西蘭羅斯屬地，全長22公里，該山脈在1928至1930年由美國的探險隊發現，現時受南極條約體系管理。